# Григорова, Антония
Антония Григорова (болг. Антония Григорова; род. 7 декабря 1986, Варна) — болгарская лыжница, участница Олимпийских игр в Ванкувере.

## Биография
Родилась 29 июля 1986 года в Варне.
В Кубке мира Григорова дебютировала в 2007 году, но с тех пор не поднималась выше 59-го места и кубковых очков не завоёвывала. Григорова трижды в карьере побеждала в общем зачёте Балканского кубка в сезонах 2005/06, 2009/10 и 2011/12.
На Олимпиаде-2010 в Ванкувере стартовала в двух гонках, 10 км свободным стилем — 59-е место, скиатлон 7,5+7,5 км — 61-е место.
На чемпионате мира 2009 года в Либереце была 67-й в гонке на 10 км классическим стилем, 74-й в спринте и 53-й в масс-старте на 30 км, так же стартовала в скиатлоне 7,5+7,5 км, но отстав на круг была снята с дистанции.
Параллельно занимается зимним ориентированием. Является бронзовым призёром в смешанной эстафете как на чемпионате мира (Риддер - 2013), так и на чемпионате Европы (Сумы - 2012) в паре с Станимиром Беломажевым. В 2014 году в смешанной эстаферте завоевала серебро чемпионата мира.